# Ipohondrie
Ipohondria, în termeni medicali hipocondria, reprezintă preocuparea excesivă sau teama de a suferi de o boală gravă. De cele mai multe ori starea de anxietate persistă chiar și după un consult medical după care bolnavul este asigurat că temerile legate de simptomele sale nu au o bază medicală solidă, sau dacă există o boală la baza simptomelor, temerile sale sunt mult exagerate. Majoritatea celor ce suferă de această boală tind să își focalizeze teama asupra unui anumit simptom, cum ar fi problemele gastro-intestinale, palpitațiile sau oboseala musculară. Conform DSM-IV-TR, ipohondria afectează între 1% și 5% din populație.
De cele mai multe ori ipohondria este definită ca teama ca mici simptome să reprezinte un indicator al unei boli grave, constantă autoanaliză și autodiagnosticare, precum și o excesivă preocupare față de propriul organism. Multe persoane suferind de acestă boală exprimă neîncredere în diagnosticul medicilor precum și faptul că asigurările medicilor față de absența unei boli serioase sunt neconvingătoare sau de scurtă durată. Mulți ipohondri necesită constante reasigurări, fie de la doctori, fie de la familie sau prieteni, boala putând deveni un adevărat calvar atât pentru bolnav, cât și pentru familia și prietenii acestuia.

## Tratament
Aproximativ 20 de studii controlate randomizate și numeroase studii observaționale indică faptul că terapia comportamentală cognitivă (CBT) este un tratament eficient pentru hipocondrie. În mod obișnuit, aproximativ două treimi dintre pacienți răspund la tratament, iar aproximativ 50% dintre pacienți obțin remisiune, adică nu mai prezintă hipocondrie după tratament. Mărimea efectului, adică magnitudinea beneficiului, pare a fi moderată până la mare. Terapia comportamentală cognitivă pentru hipocondrie și anxietatea legată de sănătate poate fi oferită în diferite formate, inclusiv terapie individuală sau de grup față în față, prin telefon, sau sub forma unui ajutor auto-guvernat cu informații transmise printr-o carte de auto-ajutor sau platformă de tratament online. Efectele se mențin de obicei în timp.
Există și dovezi că medicamentele antidepresive precum inhibitorii selectivi ai recaptării serotoninei pot reduce simptomele. În unele cazuri, hipocondria răspunde bine la antipsihotice, în special la noile medicamente antipsihotice atipice.